# Pulex sinoculus
Pulex sinoculus är en loppart som beskrevs av Hamilton Paul Traub 1950. Pulex sinoculus ingår i släktet Pulex och familjen husloppor. Inga underarter finns listade i Catalogue of Life.